# 原由実・南千紗登のぱくぱく村
『原由実・南千紗登のぱくぱく村』（はらゆみ・みなみちさと の ぱくぱくむら）は、「アニたまどっとコム」（ラジオ関西）にて2016年4月2日から2018年6月30日まで放送されていたラジオ番組。

## 概要
声優の原由実（ぱらちゃん）とアイドルの南千紗登（ちぃちぃ）が、世の中にあふれるいろんなモノ・コトを「ぱくぱく」して吸収しようという番組。

### 放送日時
ラジオ関西 アニたまどっとコム
- 毎週土曜日 24:30 - 25:00（2016年4月2日 - 2018年6月30日）

インターネットラジオ配信 別冊ラジ関
- 毎週火曜日更新（2016年4月5日 - 2017年10月31日）

ニコニコ動画 アニたまどっとコムチャンネル
- 毎週火曜日更新（2017年10月31日 - 2018年7月3日）

### パーソナリティ
- 原由実（あだ名：ぱらちゃん）
- 南千紗登（あだ名：ちぃちぃ）

## コーナー
声優の流儀!!

アイドルの流儀!!

関西の流儀!!

## 関連商品
- ラジオCD「原由実・南千紗登のぱくぱく村 ラジオアーカイブ」（2017年7月26日、5pb.Records）